# Syng
Syng (originaltitel Sing) er en amerikansk computeranimeret komediefilm instrueret af Garth Jennings og udgivet i 2016. Den engelske version af filmen er dubbet af Matthew McConaughey, Reese Witherspoon, Seth MacFarlane, Scarlett Johansson, John C. Reilly, Nick Kroll, Taron Egerton, og Tori Kelly.

## Medvirkende
| Rolle       | Engelsk             | Dansk              |
| ----------- | ------------------- | ------------------ |
| Ash         | Scarlett Johansson  | Emma Sehested Høeg |
| Barry       |                     | Kasper Leisner     |
| Bavian      | Brad Morris         | Sonny Lahey        |
| Becky       | Tara Strong         | Caroline Lindeneg  |
| Big Daddy   | Peter Serafinowicz  | Stig Rossen        |
| Bjørneboss  | Jim Cummings        | Morten Staugaard   |
| Buster Moon | Matthew McConaughey | Mads Knarreborg    |
| Casper      | Caspar Jennings     | Vitus Magnussen    |